# Distretto di Majes
Il distretto di Majes è uno dei venti distretti della provincia di Caylloma, in Perù. Si trova nella regione di Arequipa e si estende su una superficie di 1.625,8 chilometri quadrati.

Istituito il 20 dicembre 1999, ha per capitale la città di El Pedregal; al censimento 2005 contava 35.334 abitanti.